# Bok l'hong

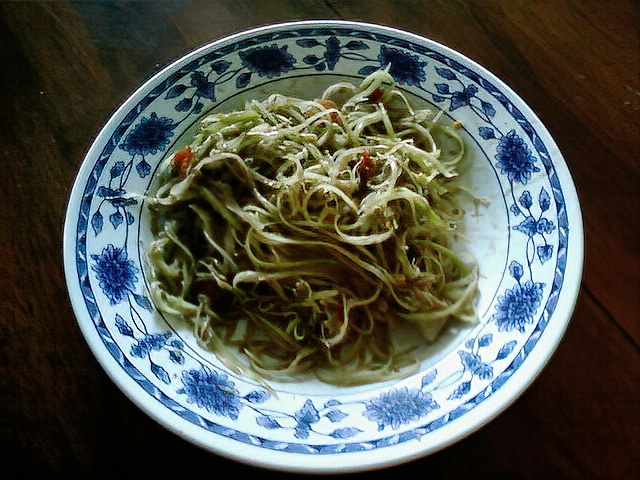
Un plato de bok l'hong.

El bok l'hong (បុកល្ហុង, romanizado comúnmente bok lahong) es la versión camboyana de un plato conocido popularmente en occidente como ensalada de papaya. La palabra l'hong significa ‘papaya’ en jemer, mientras bok alude a los ingredientes ligeramente machacadas en un mortero.
A pesar de uso de la papaya, esta ensalada es salada. Cuando no está madura, la papaya tiene un ligero sabor amargo o agrio, siendo su textura crujiente y firme, motivo por el cual se machaca en el mortero.
Hay muchas versiones de esta ensalada en Camboya, pero siempre incluyen papaya verde, que también se usa como verdura en otros platos jemeres como sopas y estofados. La papaya se prepara cortándola en juliana. Otros ingredientes son el tomate, las judías verdes o planas cortadas, los cacahuetes y el pescado ahumado.
Las hierbas añadidas a la ensalada como ingrediente o guarnición pueden incluir kantrop, hojas de lima y albahaca.
El aliño puede incluir salsa de pescado, pasta de gamba (también llamada kapi), gamba seca, cangrejos en conserva y zumo de lima. Los cangrejos en conserva son pequeños cangrejos fermentados en un líquido salado, que se aplastan en un mortero y se añaden a la ensalada. Normalmente se condimenta con sal, azúcar y glutamato monosódico.
Otras verduras que suelen usarse en este plato son los tomates en dados y las zanahorias en tiras. Puede coronarse la ensalada con cacahuetes, pimientos chile y gamba seca, que suelen machacarse en el mortero.